# Crataegus scabrida
Crataegus scabrida — вид квіткових рослин із родини трояндових (Rosaceae).

## Біоморфологічна характеристика
Це кущ 30–50 дм заввишки. Молоді гілочки червонуваті, голі, 1-річні насичено-жовтаво-коричневі, 2-річні від жовтаво-коричневих до глибокого червонувато-коричневих, старші тьмяно сірі; колючки на гілочках 1-річні блискучі, від темно-коричневих до майже чорних, міцні або тонкі, 4–6 см. Листки: ніжки листків тонкі, 40–60% від довжини пластин, рідко запушені або голі, не залозисті чи залозисті; пластини 3–8 см, основа від закругленої до клиноподібної, часток по 3–5 з боків, верхівка гостра, нижня поверхня гола, верх від рідко до густо притиснено запушений молодим, потім ± голий. Суцвіття 6–10-квіткові. Квітки 15–18 мм у діаметрі; чашолистки вузько трикутні; тичинок 7 або 8(10); пиляки рожеві. Яблука червонуваті чи оранжево-червоні, майже кулясті, 6–9 мм у діаметрі, голі чи злегка запушені. 2n = 51.

## Ареал
Зростає на північному сході США (Коннектикут, Массачусетс, Мен, Мічиган, Міннесота, Нью-Гемпшир, Нью-Йорк, Огайо, Пенсильванія, Вермонт, Вісконсин) й сході Канади (Нью-Брансвік, Нова Шотландія, Онтаріо, Квебек).